# Hovorčovice
Hovorčovice es una localidad del distrito de Praga-Este en la región de Bohemia Central, República Checa, con una población estimada a principio del año 2018 de 2418 habitantes. 
Se encuentra ubicada al este de la región y de Praga, a poca distancia al sur del curso alto del río Elba.